# Brad Binder
Brad Binder (Potchefstroom, 11 de agosto de 1995) é um motociclista sul-africano, que atualmente compete no MotoGP pela Red Bull KTM Factory Racing. Foi campeão da Moto3 em 2016 pela Red Bull KTM Ajo e vice-campeão da Moto2 em 2019 pela mesma equipe.
Seu irmão, Darryn, também é piloto profissional e compete na MotoGP pela RNF Racing MotoGP.

## Carreira
Brad Binder fez sua estreia na 125cc em 2011. A primeira temporada completa foi no ano seguinte, pela equipe RW Racing GP.
Entre 2013 e 2014, representa a Ambrogio Racing, pela qual obtém os 2 primeiros pódios de sua carreira. Desde a temporada 2015, defende a equipe Red Bull KTM Ajo, onde conquistou seus resultados mais expressivos. Ao vencer o campeonato de 2016 da Moto3, tornou-se o primeiro sul-africano a fazê-lo desde 1980, quando Jon Ekerold venceu a categoria 350cc.
Acede à categoria rainha do motociclismo em 2020 na Red Bull KTM Factory Racing, onde ganha a sua primeira corrida logo na primeira época na MotoGP, no Grande Prémio da República Checa em Brno, conseguindo a primeira vitória oficial para a KTM na categoria. Brad terminou o campeonato na décima primeira colocação, sendo o melhor estreante da temporada. Ele também conseguiu o feito de ser o primeiro piloto a conseguir uma vitória no ano de estreia desde Marc Márquez no Grande Prémio dos Estados Unidos em 2013.
Em 2021, o sul-africano triunfou pela segunda vez na MotoGP no Grande Prémio da Áustria ao fazer uma aposta ousada de permanecer na pista com pneus de seco durante a chuva, que começou a cair no circuito durante voltas finais da corrida.